# 채링크로스 로드

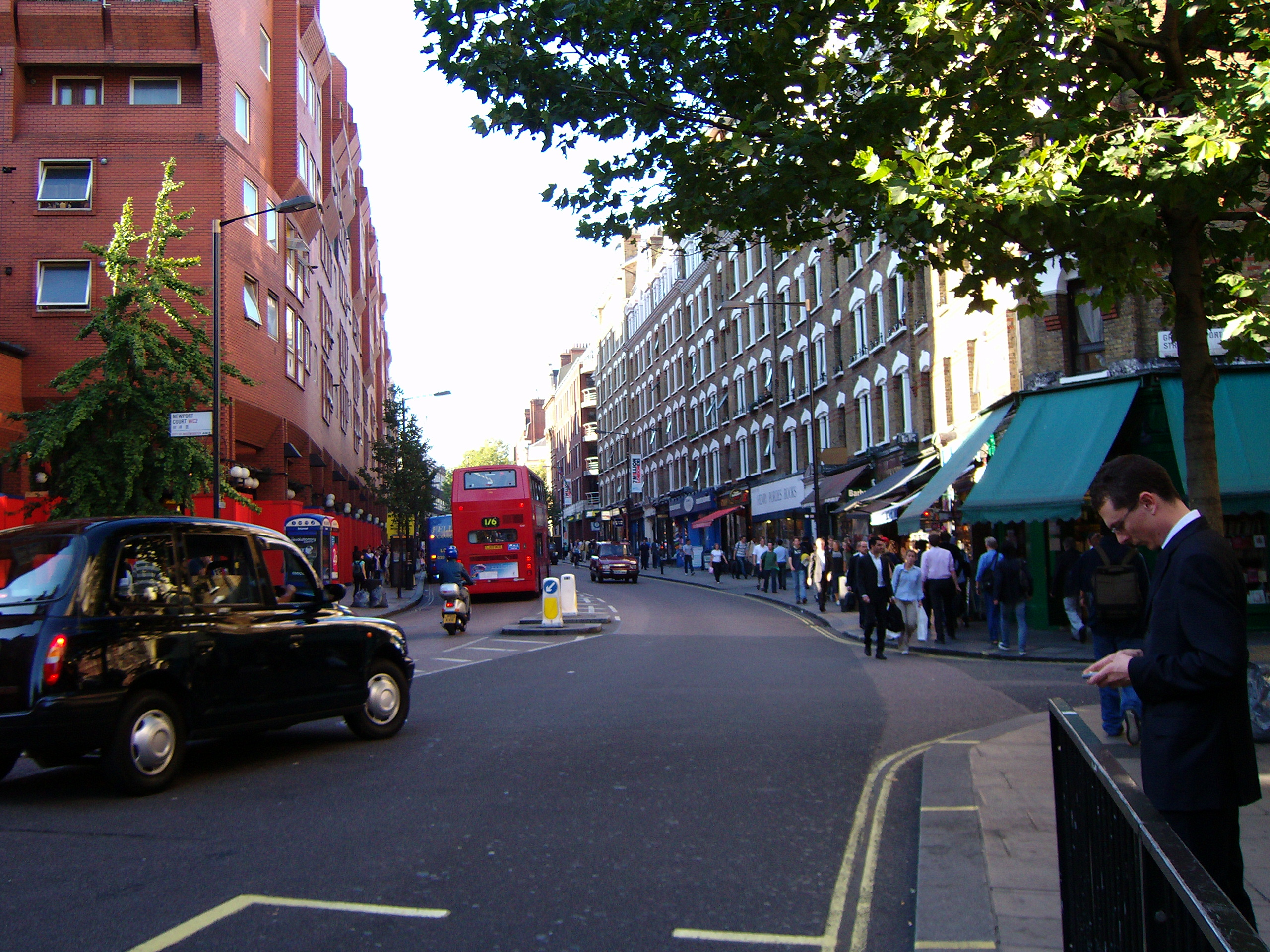
채링크로스 로드

채링크로스 로드(영어: Charing Cross Road)는 런던 중심부에 위치한 도로이다. 서점가로 잘 알려져 있다.